# Lauris Kaplinski
Lauris Kaplinski (bis 1975 Lauris Toomet, * 8. April 1971 in Tartu) ist ein estnischer Informatiker und Bioinformatiker.

## Leben und Werk
Lauris Kaplinski wurde als Sohn des Schriftstellerehepaars Tiia Toomet und Jaan Kaplinski geboren und machte 1989 am 1. Gymnasium in Tartu sein Abitur. Anschließend studierte er von 1989 bis 1998 in der Abteilung für Biologie und Geografie an der Universität Tartu. 2013 wurde er mit der Arbeit „The application of oligonucleotide hybridization model for PCR and microarray optimization“ im Fach Bioinformatik zum Ph.D. promoviert.
Kaplinski entwickelte das Computerprogramm Sodipodi.